# Episodi di Hank Zipzer - Fuori dalle righe (seconda stagione)
La seconda stagione di Hank Zipzer - Fuori dalle righe è stata trasmessa in Inghilterra dal canale CBBC dal 15 agosto al 5 novembre 2015.
In Italia la stagione sarà trasmessa dal 7 al 23 dicembre 2015 su Disney Channel. 
| n° | Titolo originale      | Titolo italiano             | Prima TV Regno Unito | Prima TV Italia  |
| -- | --------------------- | --------------------------- | -------------------- | ---------------- |
| 1  | Camera Calamity       | Fotocalamità                | 13 agosto 2015       | 7 dicembre 2015  |
| 2  | No Room For Two       | Stanza per due              | 20 agosto 2015       | 8 dicembre 2015  |
| 3  | Cow Poo Treasure Hunt | Campo di sopravvivenza      | 27 agosto 2015       | 9 dicembre 2015  |
| 4  | Head Ache             | Un preside inaspettato      | 3 settembre 2015     | 10 dicembre 2015 |
| 5  | Hank's Hero           | L'idolo di Hank             | 10 settembre 2015    | 11 dicembre 2015 |
| 6  | Open Day              | Open Day                    | 17 settembre 2015    | 14 dicembre 2015 |
| 7  | Ballot Box Blunder    | Elezioni scolastiche        | 24 settembre 2015    | 15 dicembre 2015 |
| 8  | Valentine's Confusion | Confusione di San Valentino | 1 ottobre 2015       | 16 dicembre 2015 |
| 9  | Camouflage            | Mimetizzazione              | 8 ottobre 2015       | 17 dicembre 2015 |
| 10 | Hank's Birthday       | Il compleanno di Hank       | 15 ottobre 2015      | 18 dicembre 2015 |
| 11 | Hank's New School     | Hank cambia scuola          | 22 ottobre 2015      | 21 dicembre 2015 |
| 12 | Papa Pete in Love     | Papà Pete innamorato        | 29 ottobre 2015      | 22 dicembre 2015 |
| 13 | Last Day              | L'ultimo giorno             | 5 novembre 2015      | 23 dicembre 2015 |